# Иттрий
| 39       | Иттрий |
| Y88,9058 |        |
| 4d15s2   |        |

И́ттрий (химический символ — Y, от лат. Yttrium) — химический элемент 3-й группы (по устаревшей классификации — побочной подгруппы третьей группы, IIIB), пятого периода периодической системы химических элементов Д. И. Менделеева, с атомным номером 39.
Простое вещество иттрий — это светло-серебристый редкоземельный переходный металл. Существует в двух кристаллических модификациях: α-Y с гексагональной решёткой типа магния, β-Y с кубической объёмноцентрированной решёткой типа α-Fe, температура перехода α↔β 1482 °C.

## История
В 1794 году финский химик Юхан (Иоганн) Гадолин (1760—1852) выделил из минерала иттербита оксид элемента, который он назвал иттрием — по названию шведского населённого пункта Иттербю, находящегося на острове Ресарё, входящем в Стокгольмский архипелаг (иттербит был найден здесь в заброшенном карьере). В 1843 году Карл Мосандер доказал, что этот оксид на самом деле является смесью оксидов иттрия, эрбия и тербия и выделил из этой смеси Y2O3. Металлический иттрий, содержащий примеси эрбия, тербия и других лантаноидов, был получен впервые в 1828 году Фридрихом Велером.

## Нахождение в природе
Иттрий — химический аналог лантана. Кларк 26 г/т, содержание в морской воде 0,0003 мг/л. Иттрий почти всегда содержится вместе с лантаноидами в минеральном сырье. Несмотря на неограниченный изоморфизм, в группе редких земель в определённых геологических условиях возможна раздельная концентрация редких земель иттриевой и цериевой подгрупп. Например, с щелочными породами и связанными с ними постмагматическими продуктами преимущественное развитие получает цериевая подгруппа, а с постмагматическими продуктами гранитоидов с повышенной щёлочностью — иттриевая. Большинство фторкарбонатов обогащено элементами цериевой подгруппы. Многие тантало-ниобаты содержат иттриевую подгруппу, а титанаты и титано-тантало-ниобаты — цериевую. Главнейшие минералы иттрия — ксенотим YPO4, гадолинит Y2FeBe2Si2O10.

### Месторождения
Главные месторождения иттрия расположены в Китае, Австралии, Канаде, США, Индии, Бразилии, Малайзии. Значительны запасы в глубоководном месторождении редкоземельных минералов у тихоокеанского острова Минамитори в исключительной экономической зоне Японии.

## Физические свойства
Полная электронная конфигурация атома иттрия: 1s22s22p63s23p63d104s24p64d15s2
Иттрий — это редкоземельный металл светло-серебристого цвета. Существует в двух кристаллических модификациях: α-Y с гексагональной решёткой типа магния (a=3,6474 Å; с=5,7306 Å; z=2; пространственная группа P63/mmc), β-Y с кубической объёмноцентрированной решёткой типа α-Fe (a=4,08 Å; z=2; пространственная группа Im3m), температура перехода α↔β 1482 °C, ΔH перехода — 4,98 кДж/моль. Температура плавления — 1528 °C, температура кипения — около 3320 °C. Иттрий легко поддается механической обработке.

### Изотопы
Иттрий — моноизотопный элемент, в природе представлен одним стабильным нуклидом 89Y.
Иттрий-90 нашел применение в радионуклидной терапии онкологических заболеваний.

## Химические свойства
На воздухе иттрий покрывается плотной защитной оксидной плёнкой. При 370—425 °C образуется плотная чёрная плёнка оксида. Интенсивное окисление начинается при 750 °C. Компактный металл окисляется кислородом воздуха в кипящей воде, реагирует с минеральными кислотами, уксусной кислотой, не реагирует с фтороводородом. Иттрий при нагревании взаимодействует с галогенами, водородом, азотом, серой и фосфором.
Оксид Y2О3 обладает основными свойствами, ему отвечает основание Y(ОН)3.

## Получение
Соединения иттрия получают из смесей с другими редкоземельными металлами экстракцией и ионным обменом. Металлический иттрий получают восстановлением безводных галогенидов иттрия литием или кальцием c последующей отгонкой примесей.

## Применение
Иттрий является металлом, обладающим рядом уникальных свойств, и эти свойства в значительной степени определяют очень широкое применение его в промышленности сегодня и, вероятно, ещё более широкое применение в будущем. Предел прочности на разрыв для нелегированного чистого иттрия — около 300 МПа (30 кг/мм²), что сравнимо со сталью, при вдвое меньшей плотности. Очень важным качеством как металлического иттрия, так и ряда его сплавов является то обстоятельство, что, будучи активным химически, иттрий при нагревании на воздухе покрывается плёнкой оксида и нитрида, предохраняющих его от дальнейшего окисления до 1000 °C.

### Иттриеваякерамика

#### Керамика для нагревательных элементов
Хромит иттрия — материал для лучших высокотемпературных нагревателей сопротивления, способных эксплуатироваться в окислительной среде (воздух, кислород).

#### ИК — керамика
«Иттралокс» (Yttralox) — твёрдый раствор диоксида тория в окиси иттрия. Для видимого света этот материал прозрачен, как стекло, но также он очень хорошо пропускает инфракрасное излучение, поэтому его используют для изготовления инфракрасных «окон» специальной аппаратуры и ракет, а также используют в качестве смотровых «глазков» высокотемпературных печей. Плавится «Иттралокс» лишь при температуре около 2207 °C.

### Огнеупорные материалы
Оксид иттрия — чрезвычайно устойчивый к нагреву на воздухе огнеупор, упрочняется с ростом температуры (максимум при 900—1000 °C), пригоден для плавки ряда высокоактивных металлов (в том числе и самого иттрия). Особую роль оксид иттрия играет при литье урана. Одной из наиболее важных и ответственных областей применения оксида иттрия в качестве жаропрочного огнеупорного материала является производство наиболее долговечных и качественных сталеразливочных стаканов (устройство для дозированного выпуска жидкой стали), в условиях контакта с движущимся потоком жидкой стали оксид иттрия наименее размываем. Единственным известным и превосходящим по стойкости оксид иттрия в контакте с жидкой сталью является оксид скандия, но он чрезвычайно дорог.

### Термоэлектрические материалы
Важным соединением иттрия является его теллурид. Имея малую плотность, высокую температуру плавления и прочность, теллурид иттрия имеет одну из самых больших термо-э.д.с среди всех теллуридов, а именно 921 мкВ/К (у теллурида висмута, например, 280 мкВ/К) и представляет интерес для производства термоэлектрогенераторов с повышенным КПД.

### Сверхпроводники
Один из компонентов иттрий-медь-бариевой керамики с общей формулой YBa2Cu3O7-δ — высокотемпературный сверхпроводник с температурой перехода в сверхпроводящее состояние около −183°С.

### Сплавы иттрия
Перспективными областями применения сплавов иттрия являются авиакосмическая промышленность, атомная техника, автомобилестроение. Очень важно то обстоятельство, что иттрий и его некоторые сплавы не взаимодействуют с расплавленным ураном и плутонием, что позволяет применить их в ядерном газофазном ракетном двигателе.

### Легирование
Легирование алюминия иттрием повышает на 7,5 % электропроводность изготовленных из него проводов.
Иттрий имеет высокие предел прочности и температуру плавления, поэтому способен создать значительную конкуренцию титану в любых областях применения последнего (ввиду того, что большинство сплавов иттрия обладает большей прочностью, чем сплавы титана, а кроме того, у сплавов иттрия отсутствует «ползучесть» под нагрузкой, которая ограничивает области применения титановых сплавов).
Иттрий вводят в жаростойкие сплавы никеля с хромом (нихромы) с целью повысить температуру эксплуатации нагревательной проволоки или ленты и с целью в 2—3 раза увеличить срок службы нагревательных обмоток (спиралей), что имеет большое экономическое значение (использование вместо иттрия скандия ещё в несколько раз увеличивает срок службы сплавов).

### Магнитные материалы
Изучается перспективный магнитный сплав — неодим-иттрий-кобальт.

### Покрытия иттрием и его соединениями
Напыление (детонационное и плазменное) иттрия на детали двигателей внутреннего сгорания позволяет увеличить износостойкость деталей в 400—500 раз по сравнению с хромированием.

### Люминофоры
Ванадат иттрия, легированный европием, используются в производстве кинескопов цветных телевизоров.
Оксосульфид иттрия, активированный европием, применяется для производства люминофоров в цветном телевидении (красная компонента), а активированный тербием — для чёрно-белого телевидения.
Иттрий-алюминиевый гранат (ИАГ), легированный трёхвалентным церием с максимумом излучения в области жёлтого цвета используется в конструкции люминофорных белых светодиодов.

### Дуговая сварка
Добавлением иттрия в вольфрам резко снижают работу выхода электрона (у чистого иттрия 3,3 эВ), что используется для производства иттрированных вольфрамовых электродов для аргонодуговой сварки и составляет значительную статью расхода металлического иттрия.
Гексаборид иттрия имеет так же малую работу выхода электронов (2,22 эВ) и применяется для производства катодов мощных электронных пушек (электронно-лучевая сварка и резка в вакууме).

### Медицина — лучевая терапия
Изотоп Иттрий-90 (90Y) играет важную роль в лечении гепатоцеллюлярного и некоторых других видов рака. При этом производится трансартериальная радиоэмболизация опухоли микросферами, содержащими 90Y.

### Другие сферы применения
Бериллид иттрия (равно как и бериллид скандия) является одним из лучших конструкционных материалов аэрокосмической техники и, плавясь при температуре около 1920 °C, начинает окисляться на воздухе при 1670 °C. Удельная прочность такого материала весьма высока, и при использовании его в качестве матрицы для наполнения нитевидными кристаллами (усами) можно создать материалы, имеющие фантастические прочностные и упругие характеристики.
Тетраборид иттрия находит применение в качестве материала для управляющих стержней атомных реакторов (имеет малое газовыделение по гелию и водороду).
Ортотанталат иттрия синтезируется и используется для производства рентгеноконтрастных покрытий.
Синтезированы иттрий-алюминиевые гранаты (ИАГ), имеющие ценные физико-химические свойства, которые могут применяться и в ювелирном деле, и уже довольно давно применяемые в качестве технологичных и относительно дешёвых материалов для твердотельных лазеров. Важным лазерным материалом является ИСГГ — иттрий-скандий-галлиевый гранат.
Гидрид иттрия-железа применяют как аккумулятор водорода с высокой ёмкостью и достаточно дешёвый.

## Цены на иттрий
- Иттрий чистотой 99—99,9 % стоит в среднем 115—185 долларов США за 1 кг.